# Kanton Gennes
Gennes is een voormalig kanton van het Franse departement Maine-et-Loire. Het kanton maakte deel uit van het arrondissement Saumur.

## Geschiedenis
Op 22 maart 2015 werd het kanton opgeheven en werden de gemeenten bij het aangrenzende kanton Doué-la-Fontaine gevoegd. Op 1 januari 2016 fuseerden de gemeenten Ambillou-Château, Louerre en Noyant-la-Plaine tot de huidige gemeente Tuffalun en de gemeenten Chênehutte-Trèves-Cunault, Gennes, Grézillé, Saint-Georges-des-Sept-Voies en Le Thoureil fuseerden tot Gennes-Val de Loire, waarmee alleen Chemellier en Coutures nog zelfstandige gemeentes zijn.

## Gemeenten
Het kanton Gennes omvatte de volgende gemeenten:
- Ambillou-Château
- Chemellier
- Chênehutte-Trèves-Cunault
- Coutures
- Gennes (hoofdplaats)
- Grézillé
- Louerre
- Noyant-la-Plaine
- Saint-Georges-des-Sept-Voies
- Le Thoureil